# Sisyrinchium orbiculatum
Sisyrinchium orbiculatum är en irisväxtart som beskrevs av Pierfelice Ravenna. Sisyrinchium orbiculatum ingår i släktet gräsliljor, och familjen irisväxter. Inga underarter finns listade i Catalogue of Life.